# Wilhelm Radziwiłł
Il principe Fryderyk Wilhelm Paweł Nikolai Radziwiłł (Berlino, 19 marzo 1797 – Berlino, 5 agosto 1870) è stato un nobile e generale polacco.

## Biografia
Era il figlio di Antoni Radziwiłł, e di sua moglie, la principessa Luisa di Prussia.

## Carriera
Wilhelm frequentò il Friedrich Wilhelm Gymnasium e la Friedrichwerder High School. Prese parte alle guerre napoleoniche come membro dell'esercito prussiano. Ha partecipato alle battaglie di Lipsia, Laon, Hertogenbusch, Deuren, Leonhout, l'assedio di Soissons e l'assedio di Arnhem. Nel 1815 fu nominato capitano e aiutante di campo del generale Friedrich Wilhelm von Bülow. In occasione della Trattato di Parigi fu promosso a maggiore. Dal 1816 al 1819 studiò presso l'Accademia Militare di Berlino. Nel 1821 divenne comandante di uno dei battaglioni del XIX° reggimento di fanteria di stanza a Poznań. Poi è stato trasferito nelle riserve, in cui, nonostante la sua mancanza di esperienza, è stato promosso.
Nel 1847, il principe diventò un membro della camera della nobiltà prussiana. Nel 1848, non sostenne l'inclusione del Granducato di Poznan nel regno prussiano. Nello stesso anno tornò all'esercito e prese parte alla Guerra dello Schleswig. Dal 1848 al 1850 fu comandante della fortezza di Torgau. Nel 1852 fu nominato comandante del IV° reggimento prussiano a Magdeburgo, nel 1858 comandò il III° corpo militare a Berlino. Nel 1859 fu nominato governatore militare del Brandeburgo.
Il 1 luglio 1860, Guglielmo I lo nominò capo ispettore delle fortezze e capo del corpo ingegneristico. Nel 1866 si ritirò dall'esercito.
Ha partecipato alla fondazione del Royal Ostrov Gymnasium. Ha raccolto una preziosa collezione di monete e medaglie della Polonia e del Granducato di Lituania. Fu presidente della società numismatica di Berlino.

## Matrimoni

### Primo Matrimonio
Sposò,il 23 gennaio 1825 a Poznań, la principessa Elena Radziwiłł (1805-1827), figlia di Ludvik Nikolai Radziwiłł. Ebbero una figlia:
- Ludwika Friederike Wilhelmine (1826-1828)

### Secondo Matrimonio
Sposò, il 4 maggio 1832 a Teplice, Mathilde von Clary und Aldringen (1806-1896), figlia del principe Charles Joseph von Clary und Aldringen. Ebbero nove figli:
- Antoni Wilhelm Radziwiłł (31 luglio 1833-16 dicembre 1904);
- Elżbieta Radziwiłł (1834-1836);
- Matilda Radziwiłł (16 ottobre 1836-5 gennaio 1918), sposò Hugo von Windisch-Grätz, ebbero tre figli;
- Ludwika Radziwiłł (5 giugno 1838-1876);
- Leontina Radziwiłł (29 settembre 1839-6 maggio 1857);
- Eliza Radziwiłł (15 gennaio 1841-28 maggio 1869);
- Jan Fryderyk Radziwiłł (26 febbraio 1843-1923), sposò Maria Mostowska, non ebbero figli;
- Wilhelm Adam Radziwiłł (12 luglio 1845-22 agosto 1911), sposò Katarzyna Rzewuska, ebbero quattro figli;
- Eufemia Radziwiłł (1 ottobre 1850-29 novembre 1877), sposò Mikhail Rzyszczewski, ebbero quattro figli.

## Ascendenza
|                                                 |                                     |                                               | Genitori                                     |  |  | Nonni |  |  | Bisnonni                   |  |  | Trisnonni                 |  |
|                                                 |                                     |                                               |                                              |  |  |       |  |  | 8. Marcin Mikołaj Radzwiłł |  |  | 16. Jan Mikołaj Radziwiłł |  |
|                                                 |                                     |                                               |                                              |  |  |       |  |  | 8. Marcin Mikołaj Radzwiłł |  |  | 16. Jan Mikołaj Radziwiłł |  |
|                                                 |                                     | 17. Dorota Henryka Przebendowska              |                                              |  |  |       |  |  | 8. Marcin Mikołaj Radzwiłł |  |  |                           |  |
| 4. Michał Hieronim Radziwiłł                    |                                     |                                               |                                              |  |  |       |  |  | 8. Marcin Mikołaj Radzwiłł |  |  |                           |  |
|                                                 |                                     | 9. Martha Maria Trembitska                    | 18. Jan Trębicki                             |  |  |       |  |  |                            |  |  |                           |  |
|                                                 |                                     | 9. Martha Maria Trembitska                    | 18. Jan Trębicki                             |  |  |       |  |  |                            |  |  |                           |  |
|                                                 |                                     | 9. Martha Maria Trembitska                    | 19. Teresa Trembitska                        |  |  |       |  |  |                            |  |  |                           |  |
| 2. Antoni Radziwiłł                             |                                     | 9. Martha Maria Trembitska                    |                                              |  |  |       |  |  |                            |  |  |                           |  |
|                                                 |                                     | 10. Antoni Tadeusz Przezdziecki               | 20. Aleksander Przezdziecki                  |  |  |       |  |  |                            |  |  |                           |  |
|                                                 |                                     | 10. Antoni Tadeusz Przezdziecki               | 20. Aleksander Przezdziecki                  |  |  |       |  |  |                            |  |  |                           |  |
|                                                 |                                     | 10. Antoni Tadeusz Przezdziecki               | 21. Konstancja Aleksandra Kamińska           |  |  |       |  |  |                            |  |  |                           |  |
| 5. Helena Przeździecka                          |                                     | 10. Antoni Tadeusz Przezdziecki               |                                              |  |  |       |  |  |                            |  |  |                           |  |
|                                                 |                                     | 11. Katarzyna Ogińska                         | 22. Józef Tadeusz Oginski                    |  |  |       |  |  |                            |  |  |                           |  |
|                                                 |                                     | 11. Katarzyna Ogińska                         | 22. Józef Tadeusz Oginski                    |  |  |       |  |  |                            |  |  |                           |  |
|                                                 |                                     | 11. Katarzyna Ogińska                         | 23. Anna Korybut-Wisniowiecka                |  |  |       |  |  |                            |  |  |                           |  |
| 1. Wilhelm Radziwiłł                            |                                     | 11. Katarzyna Ogińska                         |                                              |  |  |       |  |  |                            |  |  |                           |  |
|                                                 | 12. Federico Guglielmo I di Prussia | 24. Federico I di Prussia                     |                                              |  |  |       |  |  |                            |  |  |                           |  |
|                                                 | 12. Federico Guglielmo I di Prussia | 24. Federico I di Prussia                     |                                              |  |  |       |  |  |                            |  |  |                           |  |
|                                                 | 12. Federico Guglielmo I di Prussia | 25. Sofia Carlotta di Hannover                |                                              |  |  |       |  |  |                            |  |  |                           |  |
| 6. Augusto Ferdinando di Prussia                | 12. Federico Guglielmo I di Prussia |                                               |                                              |  |  |       |  |  |                            |  |  |                           |  |
|                                                 |                                     | 13. Sofia Dorotea di Hannover                 | 26. Giorgio I di Gran Bretagna               |  |  |       |  |  |                            |  |  |                           |  |
|                                                 |                                     | 13. Sofia Dorotea di Hannover                 | 26. Giorgio I di Gran Bretagna               |  |  |       |  |  |                            |  |  |                           |  |
|                                                 |                                     | 13. Sofia Dorotea di Hannover                 | 27. Sofia Dorotea di Celle                   |  |  |       |  |  |                            |  |  |                           |  |
| 3. Luisa di Prussia                             |                                     | 13. Sofia Dorotea di Hannover                 |                                              |  |  |       |  |  |                            |  |  |                           |  |
|                                                 |                                     | 14. Federico Guglielmo di Brandeburgo-Schwedt | 28. Filippo Guglielmo di Brandeburgo-Schwedt |  |  |       |  |  |                            |  |  |                           |  |
|                                                 |                                     | 14. Federico Guglielmo di Brandeburgo-Schwedt | 28. Filippo Guglielmo di Brandeburgo-Schwedt |  |  |       |  |  |                            |  |  |                           |  |
|                                                 |                                     | 14. Federico Guglielmo di Brandeburgo-Schwedt | 29. Giovanna Carlotta di Anhalt-Dessau       |  |  |       |  |  |                            |  |  |                           |  |
| 7. Anna Elisabetta Luisa di Brandeburgo-Schwedt |                                     | 14. Federico Guglielmo di Brandeburgo-Schwedt |                                              |  |  |       |  |  |                            |  |  |                           |  |
|                                                 |                                     | 15. Sofia Dorotea di Prussia                  | 30. Federico Guglielmo I di Prussia          |  |  |       |  |  |                            |  |  |                           |  |
|                                                 |                                     | 15. Sofia Dorotea di Prussia                  | 30. Federico Guglielmo I di Prussia          |  |  |       |  |  |                            |  |  |                           |  |
|                                                 |                                     | 15. Sofia Dorotea di Prussia                  | 31. Sofia Dorotea di Hannover                |  |  |       |  |  |                            |  |  |                           |  |
|                                                 |                                     | 15. Sofia Dorotea di Prussia                  |                                              |  |  |       |  |  |                            |  |  |                           |  |